# Gran Premio di superbike di Brands Hatch 2000
Il Gran Premio di superbike di Brands Hatch 2000 è stato la tredicesima e ultima prova del campionato mondiale Superbike 2000, disputato il 15 ottobre sul circuito di Brands Hatch, ha visto la vittoria di John Reynolds in gara 1, mentre la gara 2 è stata vinta da Colin Edwards. La vittoria nella gara valevole per il campionato mondiale Supersport è stata invece ottenuta da Karl Muggeridge. La gara del campionato Europeo della classe Superstock viene vinta da Gary Mason.
Per la terza volta nell'anno il campionato mondiale Superbike viene ospitato da un circuito britannico, per la seconda volta sul circuito di Brands Hatch dopo la prova valevole come Gran Premio d'Europa disputato in agosto.
Visto la squalifica definitiva comminata al giapponese Noriyuki Haga per quanto accaduto nella prima prova stagionale, già prima della partenza il titolo iridato piloti era stato assegnato al pilota statunitense Colin Edwards; per quanto riguarda la Supersport il titolo iridato è stato assegnato in quest'ultima gara e ha visto vincitore il tedesco Jörg Teuchert davanti all'italiano Paolo Casoli e al francese Stéphane Chambon. Il titolo europeo della Superstock viene invece ottenuto da James Ellison.

## Risultati

### Gara 1

#### Arrivati al traguardo[5]
| Pos. | Nº  | Pilota               | Squadra              | Motocicletta      | Giri | Tempo     | Griglia | Punti |
| ---- | --- | -------------------- | -------------------- | ----------------- | ---- | --------- | ------- | ----- |
| 1º   | 47  | John Reynolds        | Revè Red Bull        | Ducati RS 996     | 25   | 40:09.855 | 2º      | 25    |
| 2º   | 21  | Troy Bayliss         | Ducati Infostrada    | Ducati 996        | 25   | +0:00.458 | 5º      | 20    |
| 3º   | 49  | Chris Walker         | National Tyres Clar. | Suzuki GSX R750   | 25   | +0:03.556 | 8º      | 16    |
| 4º   | 48  | Neil Hodgson         | INS - GSE Racing     | Ducati RS 996     | 25   | +0:13.963 | 1º      | 13    |
| 5º   | 19  | Juan Borja           | Ducati Infostrada    | Ducati 996        | 25   | +0:20.547 | 9º      | 11    |
| 6º   | 4   | Akira Yanagawa       | Kawasaki Racing      | Kawasaki ZX 7RR   | 25   | +0:20.554 | 10º     | 10    |
| 7º   | 3   | Troy Corser          | Aprilia Axo          | Aprilia RSV 1000  | 25   | +0:21.192 | 6º      | 9     |
| 8º   | 2   | Colin Edwards        | Castrol Honda        | Honda VTR1000 SP  | 25   | +0:28.079 | 3º      | 8     |
| 9º   | 6   | Gregorio Lavilla     | Kawasaki Racing      | Kawasaki ZX 7RR   | 25   | +0:28.162 | 15º     | 7     |
| 10º  | 7   | Pierfrancesco Chili  | Suzuki Alstare       | Suzuki GSX R750   | 25   | +0:34.281 | 4º      | 6     |
| 11º  | 9   | Katsuaki Fujiwara    | Suzuki Alstare       | Suzuki GSX R750   | 25   | +0:46.245 | 13º     | 5     |
| 12º  | 10  | Vittoriano Guareschi | Yamaha WSBK          | Yamaha YZF R7     | 25   | +0:53.204 | 20º     | 4     |
| 13º  | 111 | Aaron Slight         | Castrol Honda        | Honda VTR1000 SP  | 25   | +0:57.493 | 12º     | 3     |
| 14º  | 40  | Steve Plater         | Kawasaki UK          | Kawasaki ZX 7RR   | 25   | +0:59.042 | 21º     | 2     |
| 15º  | 18  | Markus Barth         | Alpha Technik Yamaha | Yamaha R7         | 25   | +1:00.615 | 18º     | 1     |
| 16º  | 46  | Mauro Sanchini       | Pedercini            | Ducati RS 996     | 25   | +1:21.031 | 26º     |       |
| 17º  | 30  | Alessandro Antonello | Aprilia Axo          | Aprilia RSV 1000  | 25   | +1:28.129 | 14º     |       |
| 18º  | 38  | Lance Isaacs         | Ducati NCR           | Ducati RS 996     | 24   | +1 giro   | 29º     |       |
| 19º  | 78  | Bertrand Stey        | White Endurance      | Honda VTR1000     | 24   | +1 giro   | 31º     |       |
| 20º  | 70  | Javier Rodríguez     | Ghelfi Art Racing    | Honda VTR1000     | 24   | +1 giro   | 27º     |       |
| 21º  | 20  | Marco Borciani       | Pedercini            | Ducati RS 996     | 24   | +1 giro   | 24º     |       |
| 22º  | 33  | Robert Ulm           | Gerin WSBK           | Ducati 996 RS2000 | 24   | +1 giro   | 23º     |       |
| 23º  | 13  | Andreas Meklau       | Gerin WSBK           | Ducati 996 RS2000 | 24   | +1 giro   | 16º     |       |
| 24º  | 155 | Ben Bostrom          | Ducati NCR           | Ducati RS 996     | 23   | +2 giri   | 11º     |       |

#### Ritirati
| Nº  | Pilota              | Squadra              | Motocicletta    | Giri | Griglia |
| --- | ------------------- | -------------------- | --------------- | ---- | ------- |
| 23  | Jiří Mrkývka        | JM SBK               | Ducati 996 R    | 19   | 32º     |
| 45  | James Haydon        | Revè Red Bull        | Ducati RS 996   | 18   | 7º      |
| 35  | Giovanni Bussei     | Kawasaki Bertocchi   | Kawasaki ZX 7RR | 15   | 25º     |
| 501 | Anthony Gobert      | Virgin Mobile Yamaha | Yamaha          | 13   | 19º     |
| 11  | Lucio Pedercini     | Pedercini            | Ducati RS 996   | 10   | 28º     |
| 76  | Igor Jerman         | Kawasaki Bertocchi   | Kawasaki ZX 7RR | 9    | 30º     |
| 83  | Gérald Muteau       | Philippe Coulon      | Honda VTR1000   | 9    | 33º     |
| 28  | Jürgen Oelschläger  | Alpha Technik Yamaha | Yamaha R7       | 5    | 22º     |
| 39  | Alessandro Gramigni | Valli Racing 391     | Yamaha R7       | 2    | 17º     |

### Gara 2

#### Arrivati al traguardo[6]
| Pos. | Nº  | Pilota               | Squadra              | Motocicletta      | Giri | Tempo     | Griglia | Punti |
| ---- | --- | -------------------- | -------------------- | ----------------- | ---- | --------- | ------- | ----- |
| 1º   | 2   | Colin Edwards        | Castrol Honda        | Honda VTR1000 SP  | 25   | 36:37.860 | 3º      | 25    |
| 2º   | 7   | Pierfrancesco Chili  | Suzuki Alstare       | Suzuki GSX R750   | 25   | +0:01.016 | 4º      | 20    |
| 3º   | 3   | Troy Corser          | Aprilia Axo          | Aprilia RSV 1000  | 25   | +0:04.766 | 6º      | 16    |
| 4º   | 47  | John Reynolds        | Revè Red Bull        | Ducati RS 996     | 25   | +0:06.862 | 2º      | 13    |
| 5º   | 6   | Gregorio Lavilla     | Kawasaki Racing      | Kawasaki ZX 7RR   | 25   | +0:15.680 | 15º     | 11    |
| 6º   | 49  | Chris Walker         | National Tyres Clar. | Suzuki GSX R750   | 25   | +0:15.780 | 8º      | 10    |
| 7º   | 4   | Akira Yanagawa       | Kawasaki Racing      | Kawasaki ZX 7RR   | 25   | +0:15.988 | 10º     | 9     |
| 8º   | 111 | Aaron Slight         | Castrol Honda        | Honda VTR1000 SP  | 25   | +0:21.893 | 12º     | 8     |
| 9º   | 9   | Katsuaki Fujiwara    | Suzuki Alstare       | Suzuki GSX R750   | 25   | +0:22.108 | 13º     | 7     |
| 10º  | 155 | Ben Bostrom          | Ducati NCR           | Ducati RS 996     | 25   | +0:47.121 | 11º     | 6     |
| 11º  | 39  | Alessandro Gramigni  | Valli Racing 391     | Yamaha R7         | 25   | +0:47.566 | 17º     | 5     |
| 12º  | 10  | Vittoriano Guareschi | Yamaha WSBK          | Yamaha YZF R7     | 25   | +0:48.828 | 20º     | 4     |
| 13º  | 40  | Steve Plater         | Kawasaki UK          | Kawasaki ZX 7RR   | 25   | +0:49.152 | 21º     | 3     |
| 14º  | 19  | Juan Borja           | Ducati Infostrada    | Ducati 996        | 25   | +0:49.221 | 9º      | 2     |
| 15º  | 33  | Robert Ulm           | Gerin WSBK           | Ducati 996 RS2000 | 25   | +0:56.245 | 23º     | 1     |
| 16º  | 13  | Andreas Meklau       | Gerin WSBK           | Ducati 996 RS2000 | 25   | +0:56.319 | 16º     |       |
| 17º  | 18  | Markus Barth         | Alpha Technik Yamaha | Yamaha R7         | 25   | +1:07.395 | 18º     |       |
| 18º  | 46  | Mauro Sanchini       | Pedercini            | Ducati RS 996     | 25   | +1:20.597 | 26º     |       |
| 19º  | 28  | Jürgen Oelschläger   | Alpha Technik Yamaha | Yamaha R7         | 25   | +1:21.841 | 22º     |       |
| 20º  | 70  | Javier Rodríguez     | Ghelfi Art Racing    | Honda VTR1000     | 25   | +1:29.628 | 27º     |       |

#### Ritirati
| Nº  | Pilota               | Squadra              | Motocicletta     | Giri | Griglia |
| --- | -------------------- | -------------------- | ---------------- | ---- | ------- |
| 45  | James Haydon         | Revè Red Bull        | Ducati RS 996    | 24   | 7º      |
| 48  | Neil Hodgson         | INS - GSE Racing     | Ducati RS 996    | 18   | 1º      |
| 30  | Alessandro Antonello | Aprilia Axo          | Aprilia RSV 1000 | 16   | 14º     |
| 501 | Anthony Gobert       | Virgin Mobile Yamaha | Yamaha           | 16   | 19º     |
| 83  | Gérald Muteau        | Philippe Coulon      | Honda VTR1000    | 14   | 33º     |
| 23  | Jiří Mrkývka         | JM SBK               | Ducati 996 R     | 10   | 32º     |
| 21  | Troy Bayliss         | Ducati Infostrada    | Ducati 996       | 8    | 5º      |
| 20  | Marco Borciani       | Pedercini            | Ducati RS 996    | 7    | 24º     |
| 11  | Lucio Pedercini      | Pedercini            | Ducati RS 996    | 6    | 28º     |
| 35  | Giovanni Bussei      | Kawasaki Bertocchi   | Kawasaki ZX 7RR  | 5    | 25º     |
| 76  | Igor Jerman          | Kawasaki Bertocchi   | Kawasaki ZX 7RR  | 3    | 30º     |
| 38  | Lance Isaacs         | Ducati NCR           | Ducati RS 996    | 1    | 29º     |
| 78  | Bertrand Stey        | White Endurance      | Honda VTR1000    | 0    | 31º     |

### Supersport

#### Arrivati al traguardo
| Pos. | Nº | Pilota               | Squadra              | Motocicletta     | Giri | Tempo     | Punti |
| ---- | -- | -------------------- | -------------------- | ---------------- | ---- | --------- | ----- |
| 1º   | 31 | Karl Muggeridge      | Ten Kate Honda       | Honda CBR 600    | 23   | 35'29.946 | 25    |
| 2º   | 4  | Jörg Teuchert        | Alpha Technik Yamaha | Yamaha YZF R6    | 23   | +0.563    | 20    |
| 3º   | 69 | James Whitham        | Yamaha Belgarda      | Yamaha YZF R6    | 23   | +0.659    | 16    |
| 4º   | 6  | Christian Kellner    | Alpha Technik Yamaha | Yamaha YZF R6    | 23   | +0.775    | 13    |
| 5º   | 15 | Paolo Casoli         | Ducati Infostrada    | Ducati 748 RS    | 23   | +3.449    | 11    |
| 6º   | 12 | Andrew Pitt          | Kawasaki Racing      | Kawasaki ZX 6R   | 23   | +8.859    | 10    |
| 7º   | 22 | Werner Daemen        | Yamaha Belgium       | Yamaha R6        | 23   | +9.948    | 9     |
| 8º   | 7  | Fabrizio Pirovano    | Suzuki Alstare       | Suzuki GSX R 600 | 23   | +14.812   | 8     |
| 9º   | 20 | Karl Harris          | Metalsistem Endoug   | Suzuki GSX 600   | 23   | +19.760   | 7     |
| 10º  | 27 | Chris Vermeulen      | Castrol Honda        | Honda CBR 600 F  | 23   | +36.141   | 6     |
| 11º  | 2  | Iain MacPherson      | Kawasaki Racing      | Kawasaki ZX 6R   | 23   | +36.498   | 5     |
| 12º  | 14 | Christophe Cogan     | BKM Racing           | Yamaha R6        | 23   | +37.288   | 4     |
| 13º  | 99 | Fabien Foret         | D.C.R. Pirelli       | Ducati 748 R     | 23   | +37.878   | 3     |
| 14º  | 73 | Gary Mason           | Mason Motorsport     | Kawasaki ZX 6R   | 23   | +39.020   | 2     |
| 15º  | 89 | David Muscat         | D.F.X. Racing        | Ducati           | 23   | +42.769   | 1     |
| 16º  | 54 | Stefano Cruciani     | Lorenzini-T.Italia   | Yamaha           | 23   | +45.146   |       |
| 17º  | 79 | Phil Giles           | Ten Kate Honda       | Honda CBR 600    | 23   | +45.183   |       |
| 18º  | 74 | Sebastien Scarnato   | BKM Racing           | Yamaha           | 23   | +47.493   |       |
| 19º  | 29 | Christer Lindholm    | Dee Cee Jeans Racing | Yamaha R6        | 23   | +47.517   |       |
| 20º  | 8  | Cristiano Migliorati | Metalsistem Endoug   | Suzuki GSX 600   | 23   | +54.814   |       |
| 21º  | 10 | William Costes       | Honda France Elf     | Honda CBR 600    | 23   | +1'04.590 |       |
| 22º  | 67 | Franco Brugnara      | GiMotorsport         | Yamaha R6        | 23   | +1'05.161 |       |
| 23º  | 28 | Michele Malatesta    | Monza Corse          | Suzuki GSX 600   | 23   | +1'14.374 |       |

#### Ritirati
| Nº | Pilota                | Squadra              | Motocicletta     | Giri |
| -- | --------------------- | -------------------- | ---------------- | ---- |
| 5  | Rubén Xaus            | Ducati Infostrada    | Ducati 748 RS    | 22   |
| 3  | Piergiorgio Bontempi  | D.C.R. Pirelli       | Ducati 748 R     | 17   |
| 18 | Vittorio Iannuzzo     | Lorenzini-T.Italia   | Yamaha R6        | 17   |
| 26 | Kyro Verstraeten      | Yamaha Belgium       | Yamaha R6        | 16   |
| 34 | Yves Briguet          | D.F.X. Racing        | Ducati 748       | 14   |
| 44 | Antonio Carlacci      | GiMotorsport         | Yamaha R6        | 10   |
| 21 | Massimo Meregalli     | Yamaha Belgarda      | Yamaha YZF R6    | 10   |
| 16 | Sébastien Charpentier | Honda France Elf     | Honda CBR 600    | 8    |
| 1  | Stéphane Chambon      | Suzuki Alstare       | Suzuki GSX R 600 | 7    |
| 17 | Pere Riba             | Castrol Honda        | Honda CBR 600 F  | 6    |
| 9  | Wilco Zeelenberg      | Dee Cee Jeans Racing | Yamaha R6        | 4    |

### Superstock

#### Arrivati al traguardo
| Pos. | Nº | Pilota               | Squadra              | Motocicletta     | Giri | Tempo     | Punti |
| ---- | -- | -------------------- | -------------------- | ---------------- | ---- | --------- | ----- |
| 1º   | 60 | Gary Mason           | Nick Murgan Racing   | Kawasaki ZX 9R   | 15   | 25'25.430 | 25    |
| 2º   | 76 | Mark Heckles         | Rumi                 | Honda 900 CBR    | 15   | +3.532    | 20    |
| 3º   | 47 | Jamie Morley         | Beckley s Suzuki C.  | Suzuki GSX R 750 | 15   | +7.994    | 16    |
| 4º   | 8  | James Ellison        | Ten Kate Young Guns  | Honda 900 CBR    | 15   | +8.660    | 13    |
| 5º   | 37 | Barry Veneman        | Dee Cee Jeans R.T.   | Yamaha R1        | 15   | +16.327   | 11    |
| 6º   | 17 | Frederic Jond        | Fratelli Team        | Honda 900 CBR    | 15   | +16.804   | 10    |
| 7º   | 72 | Steven Casaer        | Yamaha Belgium       | Yamaha R1        | 15   | +18.525   | 9     |
| 8º   | 74 | Mark Burr            | Hawk Racing          | Kawasaki ZX 9R   | 15   | +25.484   | 8     |
| 9º   | 3  | Dario Tosolini       | TDC Desenzano Corse  | Suzuki GSX R 750 | 15   | +27.454   | 7     |
| 10º  | 77 | Olivier Four         | Star Moto            | Suzuki GSX R 750 | 15   | +28.741   | 6     |
| 11º  | 11 | Katja Poensgen       | Suzuki Alstare       | Suzuki GSX R 750 | 15   | +30.118   | 5     |
| 12º  | 73 | Dean Ellison         | Ten Kate Young Guns  | Honda 900 CBR    | 15   | +30.430   | 4     |
| 13º  | 28 | Giacomo Romanelli    | TDC Desenzano Corse  | Suzuki GSX R 750 | 15   | +30.481   | 3     |
| 14º  | 42 | Benny Jerzenbeck     | Steinhausen Racing   | Suzuki GSX R 750 | 15   | +30.788   | 2     |
| 15º  | 49 | Benjamin Nabert      | Green Speed          | Kawasaki ZX 9R   | 15   | +31.360   | 1     |
| 16º  | 75 | Ross McCulloch       | Aprilia Racing UK    | Aprilia RSV R    | 15   | +32.586   |       |
| 17º  | 93 | Laurent Brian        | Suzuki France        | Suzuki GSX R 750 | 15   | +34.983   |       |
| 18º  | 45 | Chris Burns          | Redwood Racing       | Yamaha R1        | 15   | +35.035   |       |
| 19º  | 23 | Michael Weynand      | Keller Corsa         | Yamaha R1        | 15   | +35.589   |       |
| 20º  | 34 | Didier Van Keymeulen | BKM Racing           | Yamaha R1        | 15   | +54.667   |       |
| 21º  | 51 | Kelvin Reilly        | Gataka Moto          | Kawasaki ZX 9R   | 15   | +54.670   |       |
| 22º  | 88 | Marty Nutt           | Nutt Aprilia UK      | Aprilia RSV R    | 15   | +59.335   |       |
| 23º  | 21 | Koen Vleugels        | KS Racing            | Yamaha R1        | 15   | +1'01.000 |       |
| 24º  | 91 | Gianluca Vizziello   | GiMotorsport         | Yamaha R1        | 15   | +1'01.104 |       |
| 25º  | 39 | Massimo Bisconti     | Ghelfi               | Honda 900 CBR    | 15   | +1'12.441 |       |
| 26º  | 27 | Rudy Servol          | TRS Team Rudy Servol | Honda 900 CBR    | 15   | +1'25.442 |       |
| 27º  | 14 | Raffaello Fabbroni   | Rumi                 | Honda 900 CBR    | 15   | +1'28.891 |       |
| 28º  | 20 | Roberto Ciroldi      | Ghelfi               | Honda 900 CBR    | 15   | +1'28.968 |       |
| 29º  | 18 | Niklas Carlberg      | Carlberg Racing Swe  | Yamaha R1        | 15   | +1'41.583 |       |
| 30º  | 16 | Simone Suzzi         | FBC Racing           | Aprilia RSV R    | 14   | +1 giro   |       |
| 31º  | 5  | Paul Notman          | Speedline NRG        | Honda 900 CBR    | 14   | +1 giro   |       |

#### Ritirati
| Nº | Pilota        | Squadra              | Motocicletta  | Giri |
| -- | ------------- | -------------------- | ------------- | ---- |
| 38 | Andrea Iommi  | Aprilia Desmo Racing | Aprilia RSV R | 8    |
| 2  | Daniel Oliver | Martin Racing        | Aprilia RSV R | 6    |
| 69 | Yann Gyger    | White Endurance      | Honda 900 CBR | 4    |